# 2000 год в литературе

## События
- В России учреждена независимая литературная премия «Дебют».

## Премии

### Международные
- Нобелевская премия по литературе — Гао Синцзяню, за «произведения вселенского значения, отмеченные горечью за положение человека в современном мире»[1].
- Всемирная премия фэнтези за лучший роман — Мартин Скотт, «Фракс-ловкач».
- Всемирная премия фэнтези за лучшую повесть:

1. Лорел Винтер, «Sky Eyes»;
2. Джефф Вандермеер,	«Трансформация Мартина Лейка».

- Нейштадтская литературная премия — Дэвид Малуф[2].
- Премия «Хьюго» за лучший роман — Вернор Виндж, «Глубина в небе» (англ. A Deepness in the Sky).
- Премия Агаты — Маргарет Мэрон, роман «Storm Track».
- Дублинская литературная премия — Никола Баркер, «Wide Open».
- Премия мира немецких книготорговцев — Ассия Джебар.
- АБС-премия:
  - номинация «Художественная проза» — Сергей Синякин, «Монах на краю Земли».
  - номинация «Критика и публицистика» — Кир Булычёв, «Как стать фантастом» (эссе).

### Австрия
- Австрийская государственная премия по европейской литературе — Антонио Лобо Антунеш.
- Премия Эриха Фрида — Клаус Шлезингер.

### Великобритания
- Букеровская премия — Маргарет Этвуд, «Слепой убийца (англ. Blind Assassin)[3].
- Женская премия за художественную литературу — Линда Грант, «Когда я жила в новое время» (англ. When I Lived in Modern Times)[4].
- Премия Сомерсета Моэма:

1. Сара Уотерс, «Нить, сотканная из тьмы» (англ. Affinity).
2. Bella Bathurst, «The Lighthouse Stevensons».

### Германия
- Премия Георга Бюхнера — Фолькер Браун.
- Бременская литературная премия —  Адольф Эндлер, «Der Pudding der Apokalypse».

### Израиль
- Государственная премия Израиля:
  - за поэзию — Меир Визельтир.
  - за литературу на иврите — Амалия Кахана-Кармон;
  - за общее литературоведение:

1. Гиллель М. Далески.
2. Аарон Харэль Фиш.

- Иерусалимская премия — не вручалась.

### Испания
- Премия Сервантеса — Франсиско Умбраль.
- Премия принцессы Астурийской — Аугусто Монтерросо[5].

### Италия
- Премия Гринцане Кавур — Мануэль Васкес Монтальбан.

### Норвегия
- Премия Ибсена — Тур Оге Брингсвярд, «За общий вклад в драматургию».
- Премия Браги:
  - почётная премия — поэтесса Эльдрид Лунден.
  - номинация беллетристика — Пер Петтерсон, «В кильватере» (норв. I kjølvannet).
  - номинация детская литература — Руни Белсвик,  «Ein naken gut».
  - номинация документальная проза —  Юхан Гальтунг, «Johan uten land. På fredsveien gjennom verden».

### Россия
- Премия Андрея Белого:
  - номинация поэзия — Ярослав Могутин;
  - номинация «проза» — Александр Пятигорский;
  - номинация «гуманитарные исследования» — Игорь Смирнов;
  - номинация «за заслуги перед литературой» — Виктор Лапицкий.
- Русский Букер — Михаил Шишкин, «Взятие Измаила».
- Антибукер:
  - номинация «роман/повесть» — Борис Акунин, «Коронация, или Последний из романов»;
  - номинация «поэзия» — Бахыт Кенжеев;
  - номинация «драматургия» — Василий Сигарев, «Пластилин»;
  - номинация Литературоведение и литературная критика — Евгений Ермолин.
  - номинация «Эссе, мемуары, историко-документальная проза» — Алексей Филиппов, «Дневник отчаяния и надежды».
- Государственная премия Российской Федерации в области литературы:

1. Владимир Войнович, роман «Монументальная пропаганда».
2. Андрей Волос, роман «Хуррамабад».

- Независимая литературная премия «Дебют»:
  - номинация «Крупная проза» — Сергей Сакин, Павел Тетерский за повесть «Больше Бена (Русский сюрприз для Королевы-Мамы)»;
  - номинация «Малая проза» — Данила Давыдов за книгу рассказов «Опыты бессердечия»;
  - номинация «Крупная поэтическая форма» — Екатерина Боярских за поэму «Эхо женщин»;
  - номинация «Малая поэтическая форма» — Кирилл Решетников за цикл стихотворений;
  - номинация «Драматургия» — Василий Сигарев за пьесу «Пластилин».
- Премия имени П. П. Бажова:

1. Александр Кердан — за роман «Берег отдалённый»;
2. Нина Ягодинцева — за книгу стихов «На высоте метели»;
3. Николай Корсунов — за роман «Высшая мера»;
4. Юлия Матафонова — за сборник очерков «Кумиры сцены»;
5. Елена Хоринская (Котвицкая) — за вклад в развитие Уральской литературы и пропаганду творчества П. П. Бажова;
6. Коллектив авторов (Юний Горбунов, Юрий Шинкаренко, Сергей Елисеев, Александр Новосёлов) — за книгу исторических очерков «На государевой дороге».

- Премия Александра Солженицына — прозаик Валентин Распутин, «За пронзительное выражение поэзии и трагедии народной жизни, в сращённости с русской природой и речью; душевность и целомудрие в воскрешении добрых начал»[6].
- Литературная премия «Чаша круговая» — Андрей Комлев и  Юрий Левин[7].

### США
- Премия Эдгара Аллана По:
  - за лучший роман —  	Ян Бёрк, «Кости» (англ. Bones)[8].
  - за лучший первый роман американского писателя — Элиот Паттисон, «Мантра черепа» (англ. The Skull Mantra)[9].
- Пулитцеровская премия за художественную книгу — Джумпа Лахири, «Толкователь болезней», (англ. Interpreter of Maladies)[10].
- Пулитцеровская премия за лучшую драму — Дональд Маргулис, «Ужин с друзьями» (англ.  Dinner with Friends)[11].
- Пулитцеровская премия за поэзию — Чарльз Кеннет Уильямс, «Ремонт» (англ. Repair)[12].

### Швеция
- Литературная премия Шведской академии — Ларс Хулден[англ.][13].

### Франция
- Гонкуровская премия — Жан-Жак Шуль, «Ингрид Кавен» (фр. Ingrid Caven)[14].
- Премия Фемина — Камиль Лоран, «В этих вот руках», (фр. Dans ces bras-là).
  - Премия Фемина зарубежному автору — Джамайка Кинкейд, «Мой брат» (англ. My Brother).
- Премия Ренодо — Ахмаду Курума, «Аллах не обязан» (фр. Allah n’est pas obligé).
- Премия Медичи:
  - за роман —  Ян Апперри, «Diabolus in musica».
  - за лучшее зарубежное произведение — Майкл Ондатже, «Призрак Анил» (англ. Anil’s Ghost).
  - за эссеистику — Армель Лебра-Шопар, «Зоо философов» (фр. Le Zoo des philosophes).

## Книги
- «Кулинарная книга» (пол. Książka poniekąd kucharska) — самоучитель Иоанны Хмелевской.

### Романы
- «99 франков» (фр. 99 francs) — роман Фредерика Бегбедера.
- «Ангелы и демоны» (англ. Angels and Demons) — роман Дэна Брауна.
- «Баудолино» (итал. Baudolino) — роман Умберто Эко.
- «Бубновый валет» — роман Владимира Орлова.
- «В Эрмитаж» (англ. «To the Hermitage») — роман Малькольма Стэнли Бредбери.
- «Дикое золото» — роман А. Бушкова.
- «Дьявол и сеньорита Прим» (порт. O Demônio e a srta Prym) — роман Пауло Коэльо.
- «Империя ангелов» (фр. L'Empire des anges) — научно-фантастический роман Бернарда Вербера.
- «Кесарево свечение» — роман Василия Аксёнова.
- «Когда боги смеются» — детективный роман Александры Марининой.
- «Медный кувшин старика Хоттабыча» — роман Сергея Обломова.
- «Одиссей, сын Лаэрта» — роман Генри Лайона Олди.
- «Осколки» (англ. Shattered) — роман Дика Френсиса.
- «Пелагия и белый бульдог» — роман Бориса Акунина.
- «По ту сторону барьера» (пол. Przeklęta bariera ) — роман Иоанны Хмелевской.
- «Праздник Козла» (исп. La fiesta del chivo) — роман Марио Варгаса Льосы.
- «Путь Моргана» — роман Колин Маккалоу.
- «Стальной король» — роман Юлии Латыниной.
- «Суперканны» (англ. Super-Cannes) — роман Дж. Г. Балларда.
- «Укус ангела» — роман Павла Крусанова.
- «Хуррамабад» — роман Андрея Волоса.
- «Шантаж» (англ. The Brethren) — роман Джона Гришэма.

### Малая проза
- «Борхес умер» — книга новелл Виктора Лапицкого.
- «Пролётный гусь» — рассказ Виктора Астафьева.

### Поэзия
- «Девочка с пирсингом» — сборник стихов Андрея Вознесенского.
- «Лирика» — сборник стихов Андрея Вознесенского.
- «На месте» (нюнорск Til stades) — сборник стихов и прозы Эльдрид Лунден.

## Умершие
См. также: Категория:Умершие в 2000 году
- 2 января — Патрик О'Брайан (род. 12 декабря 1914), английский писатель и переводчик.
- 18 января — Владимир Успенский (род. 11 октября 1927), русский писатель.
- 22 февраля — Аркадий Хайт (род. 25 декабря 1938), российский сатирик, писатель, сценарист.
- 15 марта — Даниил Данин (род. 10 марта 1914), прозаик, сценарист, литературный критик.
- 28 марта — Энтони Поуэлл (род. 21 декабря 1905), британский писатель.
- Конец марта — Вильям Похлёбкин (род. 20 августа 1923), советский и российский учёный, журналист и писатель.
- 13 апреля — Джорджио Бассани (род. 4 марта 1916), итальянский писатель.
- 19 апреля — Сергей Залыгин (род. 6 декабря 1913) — русский советский писатель, редактор журнала «Новый Мир».
- 21 мая — Барбара Картленд (род. 9 июля 1901), британская писательница.
- 2 июня – Заменга Батукезанга, конголезский писатель.
- 6 июня — Фредерик Дар, французский писатель.
- 12 июня 
  - Пурушоттам Лаксман Дешпанде, индийский писатель.
  - Алексей Александрович Перминов, российский поэт.
- 15 июня — Григорий Израилевич Горин (род. 12 марта 1940), русский драматург, прозаик, писатель-сатирик.
- 8 июля — FM-2030 (наст. имя Fereidoun M. Esfandiary, род. 15 октября 1930), писатель-фантаст, футуролог.
- 17 июля — Дмитрий Балашов (род. 7 ноября 1927), русский писатель .
- 6 августа — Анатолий Жигулин (род. 1 января 1930), русский поэт.
- 22 сентября — Иегуда Амихай (род. 3 мая 1924), израильский поэт.
- 7 ноября — Борис Заходер (род. 9 сентября 1918), русский советский поэт, детский писатель, переводчик, популяризатор мировой детской классики.
- 12 ноября — Валерий Аграновский (род. 2 августа 1929), советский российский журналист, литературный критик, драматург.
- 3 декабря — Гвендолин Брукс (род. 7 июня 1917), афроамериканская поэтесса.
- 6 декабря —
- Энрике Андерсон Имберт, аргентинский писатель, литературовед (род. 1910).
- Анри Креа, алжирский поэт  писатель (род. 1933).
- 7 декабря – Владимир Готовац, хорватский поэт и прозаик.
- Декабрь — Юрий Разумовский, советский российский поэт, представитель «фронтового поколения» в отечественной поэзии.